# Maxtor Corporation
Maxtor Corporation, fue un fabricante estadounidense de discos duros con sede en Milpitas, California. En 2005 tenía una plantilla de  13 500 trabajadores.
Maxtor Corporation fue fundado en 1982 y con la compra de Quantum en octubre de 2000 se introdujo en el mercado de discos duros. Con la adquisición posterior de MMC Technology (septiembre de 2001) se convirtió en uno de los principales fabricantes de discos duros del mundo. En 2004 alcanzó una cifra de ventas de 3800 millones de dólares.
En 2005 Maxtor era, por cifras de ventas, el cuarto fabricante del mundo por detrás de Seagate, Western Digital e Hitachi GST.
El 21 de diciembre de 2005 la empresa fue adquirida, mediante un intercambio de acciones con un valor de 1900 millones de dólares, por su rival Seagate. Aunque se conservó el nombre, todos los discos duros que se venden bajo la marca Maxtor son fabricados por Seagate, por lo que Maxtor dejó de fabricar discos duros.
En 2007 la línea de discos duros Maxtor saltó a los titulares porque algunos de sus discos duros venían de fábrica infectados por un virus informático. Kaspersky anunció en septiembre de ese año que la gama completa de productos (incluyendo los marcos de fotos digitales) estaba infectada.